# لورانس ستريت
لورانس ستريت (4 فبراير 1920 - 1 أبريل 2004) (بالإنجليزية: Lawrence Street)‏ هو لاعب كريكت بريطاني (وحمل سابقاً جنسية المملكة المتحدة لبريطانيا العظمى وأيرلندا).